# Luka Sokolić
Luka Sokolić, né le 15 avril 1990 à Zagreb, est un handballeur professionnel croate.
Il mesure 1,94 m et pèse 97 kg. Il joue au poste de défenseur pour le club du Fenix Toulouse Handball depuis la saison 2020-2021.

## Biographie
Originaire de Zagreb, Luka Sokolić intègre le centre de formation du RK Medveščak avant de passer professionnel au sein du club de sa ville natale en 2008. Avec la Croatie, il remporte le Championnat du monde jeunes en 2009 (en).
Après trois saisons au Medveščak, il rejoint le club danois du KIF Kolding. En 2012, il paraphe un contrat d'une saison avec le club suédois de Guif. En 2016 il part en France du côté de Pontault-Combault avant de rejoindre le Fenix Toulouse Handball en 2020.